# Thierry Gorée
Pour les articles homonymes, voir Gorée.
 (janvier 2024).
Thierry Gorée, né le 28 juillet 1974, est un footballeur qui joue au poste de gardien de but. Il joue également avec la Réunion.

## Biographie
Thierry découvre la D1P en 1992 à seulement 17 ans. À partir de 1993 et jusqu'à 2002 il sera le titulaire indiscutable des verts et connaîtra plusieurs titres, plusieurs finale de coupes mais également le 32e de finale de coupe de France en 1995 contre l'AS Cannes. Gorée est considéré à cette époque comme l'un des meilleurs gardiens del'île.
En 2002, après avoir réussi un incroyable triplé avec la SS Saint-Louisienne championnat, coupe régionale de France et coupe de la Réunion, Thierry s'en va dans le club voisin de La Rivière Sport. 
Il reste trois saisons dont en 2004, il atteindra la finale de la Coupe Régionale de France perdue face au Saint-Denis FC aux tirs au but. 
Gorée s'engage en 2006 avec l'AS Marsouins.
Trois ans plus tard, il revient à la SS Saint-Louisienne où le gardien retrouvera Jean-Pierre Bade et accepte le challenge en D2R. Challenge réussi puisque le club finira champion et remonte en D1P. La saison 2010 s'annoncera délicate pour Thierry et pour cause, un conflit avec son entraineur le prive de la Coupe de l'Outre-Mer parce que Bade est également le sélectionneur de la Réunion, mais il ne joue plus également. Ce qui le pousse à quitter le club et s'engage de nouveau avec l'AS Marsouins en 2011. Le gardien décide de partir en début d'année 2012 et s'engage avec le Saint-Denis FC.
Malgré son âge et un surpoids en début de saison cela ne l'a pas empêché de briller en fin de saison mais pas suffisant aux yeux des dirigeants du Saint-Denis FC qui décident de le libérer.
En 2018, Thierry sort de sa retraite pour donner un coup de main à son club formateur, la Saint-Louisienne en raison des prestations moyennes de Vincent Crayer. A 44 ans le portier démontre encore qu'il a encore de beau reste devant lui. Cependant il ne peut empêcher la relégation de son club la saison suivante.

## Palmarès

### En club
- SS Saint-Louisienne
  - Champion de la Réunion : 1997, 1998, 2001, 2002
  - Champion de la Réunion de D2R : 2009
  - Vainqueur de la Coupe Régionale de France : 1994, 1995, 1996, 1997 et 2002
  - Vainqueur de la Coupe de la Réunion : 1995, 1996, 1998, 1999 et 2002.

- AS Marsouins
  - Vainqueur de la Coupe de la Réunion : 2007

### En sélection
- La Réunion
  - Médaille d'or aux  Jeux des îles de l'océan Indien : 1998,2007
  - Vainqueur de la Coupe de l'Outre-Mer : 2008